# Radek Koblížek
Radek Koblížek (* 20. října 1997 Ivančice) je moravský profesionální hokejista. V roce 2022 se vrátil do svého mateřského týmu HC Kometa Brno.

## Hokejové začátky
Radek Koblížek začínal s hokejem zhruba od tří let v Rosicích u Brna, po čtyřech letech odešel z Rosic do Velkého Meziříčí, kde vydržel další čtyři roky. Dále se přesunul do Brna, kde hrál za tým HC Kometa Brno, se kterým v roce 2013 získal titul Mistra České republiky v kategorii Extraliga dorostu.

## Karpat Oulu
V roce 2013 se v 15 letech přesunul z HC Komety Brno do Finska jako aktuální mistr Extraligy dorostu České republiky. Hraje za tým Kärpät Oulu nejvyšší finskou hokejovou soutěž (SM-liiga), ale nejdříve prošel mládežnickými kluby a 1. ligou, než se od roku 2018 napevno uchytil v nejvyšší hokejové finské lize. V sezóně 2017-18 se stal s A týmem Kärpät Oulu mistrem nejvyšší finské hokejové top ligy. V sezóně 2018-19 byl tým Kärpät Oulu ve finále Finské play off, v kterém podlehli. Radek Koblížek se stal s finským Karpat Oulu vicemistry Finska pro rok 2019.

## Kouvolan Edustuskiekko
V sezóně 2021/2022 Radek Koblížek opustil tým Karpat Oulu a objevil se v novém klubu Kouvolan Edustuskiekko (KooKoo Kouvola). Tento tým hraje rovněž nejvyšší Finskou hokejovou soutěž.

## Reprezentace
Od roku 2013 je Radek Koblížek pravidelným reprezentantem České republiky; byl v reprezentacích U16, U17, U18, U19, U20 a v roce 2018 byl nominován do reprezentace seniorské za A tým České republiky.